# Thymelaea hirsuta
La timelea barbosa (Thymelaea hirsuta (L.) Endl., 1861) è una pianta appartenente alla famiglia delle Thymelaeaceae, diffusa nel bacino del Mediterraneo.

## Descrizione
Pianta ermafrodita in alcune situazioni può dividere i sessi su piante diverse.

## Distribuzione e habitat
La specie è diffusa in tutto il bacino del Mediterraneo, dall'Europa (Portogallo, Spagna, Francia, Italia, ex-Jugoslavia, Albania, Grecia), al Nord Africa (Marocco, Algeria, Tunisia, Libia, Egitto) al Medio Oriente (Turchia, Libano, Palestina, Siria).
La specie si adatta bene ad ambienti caldi ed aridi.